# Красный Куст (Владимирская область)
Кра́сный Куст — посёлок в Судогодском районе Владимирской области, входит в состав Мошокского сельского поселения.

## География
Посёлок находится в 25 км к юго-востоку от Судогды, в 8 км к северо-востоку от села Мошок, в 22 км от ж/д станции Нерудная на линии Волосатая — Судогда. 

### Улицы
- ул.Гагарина
- ул.Горка
- ул.Заводская
- ул.Зелёная
- ул.Ленина
- ул.Мира
- ул.Новая
- ул.Советская
- ул.Школьная
- ул.Лесная

## История
Основан в 1871 году при Богословском стекольном заводе рядом с деревней Баркино. 
В конце XIX — начале XX века посёлок при заводе входил в состав Мошенской волости Судогодского уезда, с 1926 года — в составе Владимирского уезда. 
С 1929 года посёлок являлся центром Краснокустовского сельсовета Судогодского района, с 2005 года — в составе Мошокского сельского поселения.

## Население
| 1859 | 1926 | 2002 | 2010 | 2021 |
| ---- | ---- | ---- | ---- | ---- |
| 55   | ↗611 | ↘555 | ↘471 | ↘330 |

## Инфраструктура
В поселке расположена Краснокустовская основная общеобразовательная школа (образована в 1902 году), библиотека, отделение почтовой связи.

## Экономика
До 2008 года в посёлке действовал стеклозавод «Красный Куст».

## Известные уроженцы
- Халатин, Иван Александрович (1915—1942) — советский пограничник, старший лейтенант.
- Бурцев, Михаил Иванович (1907—2002) — генерал-майор. Участник войны на Халхин-Голе, Финской, ВОВ. Работал в Главном Политическом Управлении Красной Армии.